# William Cavendish (1er comte de Devonshire)

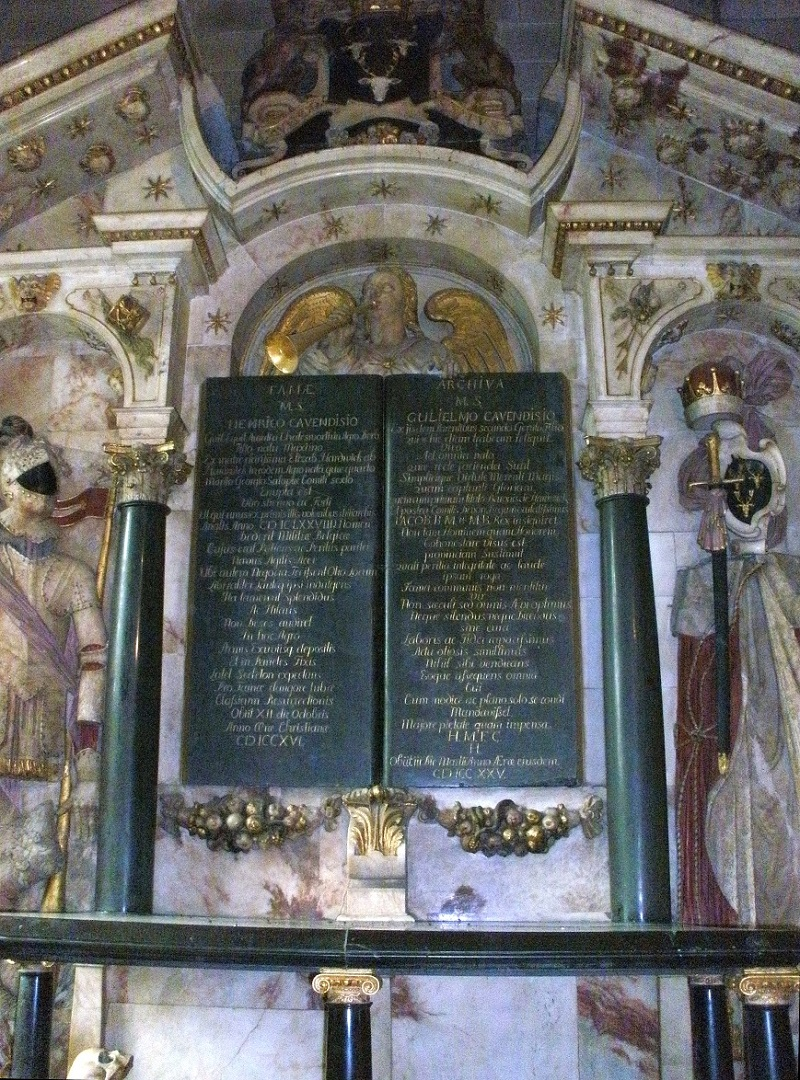
Le Cavendish Mémorial en l'église Saint-Pierre, Edensor

William Cavendish, 1er comte de Devonshire (27 décembre 1552 - 3 mars 1626) est un aristocrate, homme politique, et courtisan anglais.

## Biographie
Il est le second fils de William Cavendish et Bess de Hardwick, il est éduqué avec les enfants de George Talbot (6e comte de Shrewsbury), que sa mère a épousé après la mort de son père. Il entre ensuite au Clare College.
Il est député pour Liverpool en 1586 et Newport (Cornouailles) en 1588. Il est nommé shérif du Derbyshire, où sont situés les biens de famille, en 1595, et juge de Paix en 1603. Il est créé baron Cavendish de Hardwick en 1605, grâce à l'intermédiaire de sa nièce, Arbella Stuart.
Il participe à la colonisation des Bermudes, et la paroisse de Devonshire est nommé en son honneur. Il est aussi un partisan de coloniser la Virginie.
La mort de sa mère, en 1608, et son frère aîné Henry en 1616, lui donne une immense fortune. Le 2 août 1618, il est créé comte de Devonshire, alors que la cour est à Salisbury. Il déclare avoir payé £10,000 pour le titre. Il est décédé le 3 mars 1626, et est enterré à l'église Saint-Pierre, Edensor. Le 1er comte de Devonshire et son frère Henry (mort en 1616) sont commémorés par le mémorial Cavendish à l'intérieur de l'église.

## La famille
Sa première femme, Anne Kighley ou Keighley, fille de Henri Kighley de Keighley, Yorkshire, qu'il épouse le 21 mars 1580. Ils ont trois fils et trois filles, dont :
- William Cavendish (c. 1590–1628) ;
- Frances Cavendish (c. 1593–1613), épouse de William Maynard ;
- Gilbert, qui est crédité de la paternité de Horae Subsecivae (voir Grey Brydges), mort jeune ;
- James, mort dans la petite enfance.

Il se remarie avec Elizabeth, la fille d'Edward Boughton de Couston, Warwickshire, veuve de Richard Wortley de Wortley, Yorkshire, par laquelle il a un fils, Jean, fait chevalier de l'ordre du Bain quand le prince Charles est créé prince de Galles, en 1618. John est décédé le 18 janvier 1618.